# Famille d'Aboville
La famille d'Aboville est une famille subsistante de la noblesse française, originaire de Normandie. Sa filiation est suivie depuis le XVe siècle. Elle compte parmi ses membres des officiers généraux, dont l'un sera fait sénateur en 1802, comte de l'Empire en 1808 et pair de France en 1814, deux députés français, un navigateur et député européen.

## Histoire

### Origines
Les premiers degrés de la famille d'Aboville montrent des différences selon les auteurs.
Selon Gustave Chaix d'Est-Ange, la filiation de la famille d'Aboville débute à la fin du XVe siècle avec Gilles et Jacques d'Aboville, frères de Guillaume, François, Thomas, et Jean d'Aboville, de la paroisse de Gonneville, en l'élection de Valognes. Cet auteur cite pour ses travaux L'état des anoblis de Normandie, manuscrit du XVIIe siècle publié en 1866 par l'abbé Lebeurier.
Selon Charles de Beaucorps, archiviste paléographe, les trois premiers degrés de la filiation d'Aboville ne sont connus que par les preuves de noblesse qui les donnent comme ascendants (bisaïeul, aïeul, et parents) des six frères maintenus nobles en 1486. Tous vivaient à Gonneville, près de Cherbourg (Manche). Selon Charles de Beaucorps, aucune des épouses des cinq ainés de la fratrie n'est connue. Deux de ces six frères, Gilles et Jacques d'Aboville, furent les auteurs des deux grandes lignées qui se sont perpétuées jusqu'à nos jours.
- Pierre d'Aboville
  - Benoît d'Aboville, seigneur de Ruvilly
    - Thomas d'Aboville, seigneur de Ruvilly, mort vers 1475, marié avec Jeanne Henry
      - Guillaume d'Aboville, seigneur de Ruvilly et d'Ouville
      - Gilles d'Aboville, seigneur de Ruvilly et d'Ouville, né ca 1445, mort vers 1505
      - Jacques d'Aboville
      - Thomas d'Aboville
      - Jean d'Aboville
      - Michel d'Aboville, prêtre à Bordeaux en 1475

### Noblesse
Le principe de noblesse de cette famille fait l'objet d'interprétations divergentes :
- selon Gustave Chaix d'Est-Ange[1] et Régis Valette[3], les six frères d'Aboville[4] ont été anoblis par un arrêt de la Cour des Aides de Normandie du 19 mars 1486 (et non maintenus nobles par lettres patentes de 1456)[1]. Chaix d'Est-Ange écrit que Guillaume d'Aboville, sergent de Val de Céres en l'élection de Valognes, et Gilles d'Aboville, de la paroisse de Gonneville, ont d'abord été maintenus nobles par Montfaut en 1464 mais que celui-ci revint sur sa décision cette même année, les déclara non nobles et les soumit à la taille[1]. Il ajoute qu'un d'Aboville fut anobli et taxé à 54 livres[1] ;
- selon Charles de Beaucorps[2] et Michel Démorest[5], les six frères d'Aboville ont été maintenus dans leur noblesse par ce même arrêt de la cour des aides de Normandie.

La famille d'Aboville fut maintenue noble en 1666 par Guy Chamillart dans la Généralité de Caen.
Étienne d'Aboville, valet de chambre de la duchesse régente de Lorraine, obtint de cette princesse des lettres patentes de confirmation de noblesse en date du 4 avril 1732.

## Généalogie simplifiée

### Lignée de Gilles d'Aboville
- Gilles d'Aboville, écuyer
  - Jean I d'Aboville, écuyer. Il épouse Michelle Hubert.
    - Pierre d'Aboville, écuyer. Il épouse Martine Le Coq.
      - Guillaume d'Aboville, écuyer. Il épouse Florence Gosman
        - Nicolas d'Aboville, il épouse Marie Pinabel vers 1629.
          - Thomas d'Aboville, sieur d'Urvigny. En 1675, il épouse Jeanne Truffert.
            - Julien d'Aboville (11 avril 1687 à Gonneville - 23 mai 1773 à La Fère (Aisne)), général d'artillerie, puis inspecteur-général de l'artillerie[7]. Il participe aux batailles de Malplaquet (1709), Denain (1712) et Fontenoy (1745). En 1737, il épouse Jeanne Duchesne de Verpillère.
            - Bernardin d'Aboville (1681-1730), commandant de l'artillerie de Brest où il meurt.
              - François Marie d'Aboville (23 janvier 1730 à Brest - 1er novembre 1817 à Paris), 1er comte d'Aboville et de l'Empire. Élevé par son oncle Julien d'Aboville, dont il devient ensuite l'aide de camp. Il participe au siège de Munster pendant la guerre de Sept Ans, à la guerre d'indépendance américaine (par exemple au siège de Yorktown en 1781), aux guerres de la Révolution (il participe à la bataille de Valmy (1792)), mais il est incarcéré pendant la Terreur. Général de division, il est nommé par le Premier consul inspecteur général de l'artillerie et nommé sénateur en 1802. Le 26 mars 1807, il est nommé gouverneur de Brest, puis comte de l'Empire en juin 1808. En 1814, il prend parti pour la Restauration et Louis XVIII le nomme Pair de France. Grand-croix de l'Ordre de Saint-Louis[8].
                - Augustin Gabriel d'Aboville (20 mars 1773 à La Fère (Aisne) - 15 août 1820 à Paris), 2e comte d'Aboville et de l'Empire. Il épouse Nathalie de Drouin de Rocheplatte. Général de brigade (artillerie), il participe aux guerres napoléoniennes et son nom est inscrit à Paris sur l'Arc de triomphe.
                  - Alphonse Gabriel d'Aboville (Paris, 1818 - Malesherbes (Loiret), 1898), pair de France (1844-1848), maître des requêtes au Conseil d'État (1848).
                  - Auguste Ernest d'Aboville (4 décembre 1819 à Paris, 1er décembre 1902 à Brouay (Calvados)), maire de Glux-en-Glenne (Nièvre) entre 1858 et 1861 et député du Loiret entre 1871 et 1876. Le 21 mai 1844, il épouse Noémie Bertrand de la Rivière. Antidreyfusard, il souscrit au Monument Henry (11e liste).
                    - Roger d'Aboville (29 juillet 1846 - 3 août 1921), maire de Baccon dans le Loiret.
                      - 
                        - Jean d'Aboville (10 décembre 1877 - 27 avril 1972). Il épouse Jeanne de Malherbe, maire de Vimarcé de 1925 à 1971.
                          - François-Régis d'Aboville (13 juin 1917 - 24 février 2001), maire de Vimarcé de 1971 à 1983.

                        - Pierre d'Aboville (6 août 1880 - 2 novembre 1936). Il épouse Jacqueline de Malherbe.
                          - Christian d'Aboville (1907-1997) épouse Anne Grimprel.
                            - Benoît Louis Marie d'Aboville (1942 à Rabat), diplomate. Le 9 septembre 1993, il épouse Benedetta Craveri. Ancien élève de l'École national d'administration (promotion Turgot 1966-1968), il est nommé au ministère des Affaires étrangères, puis consul et ambassadeur[9].

                    - Henri d'Aboville (26 août 1848 - 1941). Il épouse Jeanne de É de Keriaval. Ancien élève de l'École spéciale militaire de Saint-Cyr (promotion « du sultan »), il est général de brigade. Alors qu'il était encore colonel, il joua un rôle dans l'affaire Dreyfus car il fut à l'origine des suspicions portées à l'encontre du capitaine Dreyfus en affirmant reconnaître son écriture sur le fameux bordereau[10].
                      - Gaston Pierre Augustin Marie d'Aboville (1879-1969), chef de bataillon d'infanterie, chevalier de la Légion d'honneur, croix de guerre (1914-1918). Il épouse Marie de Villoutreys de Brignac.
                        - Bernard d'Aboville (1911-1997) épouse Jeanne de Canongettes de Canecaude.
                          - François Régis Marie Joseph d'Aboville, ingénieur diplômé de l'Institut supérieur d'électronique de Paris, promotion 1965[11],[12]. Il épouse Anne de La Forge[13].

                      - Louis d'Aboville (16 août 1881 - ), général de division. Il épouse Marguerite Tournouër.
                        - Gérard d'Aboville, né en 1912, mort pour la France le 14 mai 1940 à Feluy (Belgique) alors qu'il était lieutenant dans le 2e régiment de tirailleurs marocains.
                        - Anne-Marie d'Aboville, épouse le 5 octobre 1955 à Crach, Robert Léonce Henri de Kersauson de Penandreff.
                        - Henri d'Aboville (1911-2002), colonel. Il épouse Christiane de Clercq dont il a eu neuf enfants.
                          - Gérard d'Aboville (5 septembre 1945 à Paris), navigateur, homme politique. Il épouse Christiane de Clercq[9].
                          - Norbert Xavier Marie Joseph d'Aboville (19 novembre 1949 à Paris). Il épouse Alix du Cauzé de Nazelle[13].
                            - Maxime d'Aboville (1980), comédien.

                        - Xavier d'Aboville (1918-2009), officier. Il épouse Élisabeth Forest. De ce mariage, naissent sept enfants[14].
                          - Loïc d'Aboville épouse Dorothée Humann-Guilleminot[14].

                      - François Marie Gabriel d'Aboville (1883-1952), officier d'infanterie, officier de la Légion d'honneur, croix de guerre 1914-1918. Il épouse Anne-Marie Didelot.
                        - Michel Jean Marie François d'Aboville (1924-1992) épouse Jacqueline Séguier puis Sonia Klosiewicz en secondes noces[14].
                          - (1) Christian d’Aboville (1950) épouse Marie Laure Pasquier.
                            - Séverine d’Aboville (1974) épouse Rod Macey[15].
                            - Guillaume d’Aboville (1976) épouse Juliette de Conihout.
                            - Thomas d’Aboville (1980).

                          - (2) Véronique d'Aboville (1954) épouse Jérémi Doria-Dernalowicz
                          - (2) Alain Marie Guillaume d'Aboville (1956), administrateur de sociétés. Il épouse Sandra-Ann Goodchild[12] puis Keren Smith Crawford en secondes noces le 23 mai 1992. Officier de marine, consultant en organisation , directeur de la communication et du marketing de la Fnac (1990) et chocolatier artisanal en Haïti depuis 2019[9].
                            - (1) Victoire d'Aboville (1982), productrice de séries fiction. Elle épouse Cyril Arvengas puis Arnaud Barbelet en secondes noces le 23 septembre 2022.
                              - Léopoldine Arvengas d'Aboville (2013).

                      - Jacques Joseph Marie d'Aboville (1888-1979), généalogiste, inventeur de la numérotation d'Aboville. Il épouse avec Thérèse Marie de Villoutreys de Brignac.

                - Augustin Marie d'Aboville(12 avril 1776 à La Fère (Aisne), 20 juin 1843 à Paris). Général de brigade (artillerie), il participe aux guerres napoléoniennes, est titré baron en 1808, et sert ensuite la Restauration. Il est député de l'Aisne entre 1824 et 1827[16].

### Lignée de Jacques d'Aboville
- Jacques d'Aboville, écuyer.
  - Pierre d'Aboville, écuyer. Il épouse Perrette Pinel.
    - Jean d'Aboville, écuyer. Il épouse Agnès de Beaufils.
      - Pasquet d'Aboville, écuyer. Il épouse Jeanne Le Cann, puis en 1574 épouse Guillemette de Meaux de la Marche, en secondes noces.
        - Martin d'Aboville, mort le 24 octobre 1632 à Gonneville (Manche). Il épouse Tassine Maret, puis en 1605 Michelle Galis.
          - (1) Guillaume d'Aboville, seigneur de la Porte, mort le 12 juin 1684 à Gonneville (Manche). Il épouse Jacquette Pinabel.
            - Bernardin d'Aboville, né le 16 juin 1642 à Gonneville. En 1673, il épouse Marie Le Charpentier.
              - Charles d'Aboville, né le 29 juin 1681 à Gonneville. Le 20 juin 1713 à Cherbourg, il épousec Marie de Mésange.
                - Eugène Nicolas d'Aboville, né le 30 septembre 1722 à Gonneville. Le 25 septembre 1763 à Cherbourg, il épouse Bonne de La Mer.
                  - Auguste Nicolas d'Aboville, né le 13 juin 1772 à Tollevast, chevalier. Le 9 février 1806 à Venise, il épouse Sophie de Falconis.
                    - Eugène-Auguste d'Aboville (6 juillet 1810 à Venise - 12 août 1865 à Paris), contre-amiral, il exerce les fonctions de major-général à Cherbourg puis il prend le commandement supérieur de la marine à Alger, puis celui de la division du Levant. Il se marie le 25 octobre 1843 à Cherbourg.

          - (2) Barthélémi d'Aboville, écuyer. Le 25 novembre 1642, il épouse Anne Cabart, fille du sieur de Denneville.
            - Étienne d'Aboville, né en 1663, écuyer, valet de chambre de la duchesse régente de Lorraine. Le 20 septembre 1706 à Commercy, il épouse Antoinette-Charlotte Roger.
              - Charles d'Aboville, écuyer, reçu dans la compagnie des cadets du roi de Pologne Stanislas, duc de Lorraine. En 1764, il épouse Marie-Thérèse Brigeat de Lambert.
                - Nicolas-Clément d'Aboville, né le 21 novembre 1767, directeur des contributions indirectes. Il épouse  Marie-Thérèse Gilliot (porte le 29 mai 1805 à Sundhouse).
                  - Charles-Joseph-Édouard d'Aboville (17 mai 1798 à Schlestadt (Bas-Rhin) - 11 mars 1871 à Paris), polytechnicien (1816), général d'artillerie, officier de la Légion d'honneur. Il épouse Marie-Madeleine Roesch.
                  - Eugène-Auguste d'Aboville, né le 18 mars 1836 à Benfeld (Bas-Rhin), officier d'artillerie, lieutenant, mort pour la France le 10 août 1862 à Civitavecchia (Italie).
                    - Eugène-Édouard d'Aboville, né le 22 avril 1834 à Benfeld (Bas-Rhin), mort pour la France le 5 juillet 1864 à Orléansville (Algérie).
                    - Adèle d'Aboville épouse Marcellin Rougier, en 1859

Cette branche dite « de Lorraine et d'Alsace », s'est éteinte dans la famille Rougier par le mariage en 1859 d'Adèle d'Aboville avec Marcellin Rougier.

## Personnalités
- François Marie d'Aboville (Brest, 1730 - Paris, 1817), lieutenant-général (1792), général de division (1793), sénateur (1802), pair de France (1814), grand-croix de Saint-Louis (1817), grand-officier de la Légion d'honneur
- Augustin Gabriel d'Aboville (La Fère, 1773 - 1820), général de brigade (1809), baron d'Empire, pair de France
- Augustin Marie d'Aboville (La Fère, 1776 - 1843) général de brigade (1809), baron d'Empire
- Eugène-Auguste d'Aboville (Venise, 1810 - Paris, 1865), contre-amiral (1860), occupe les fonctions de major-général à Cherbourg
- Alphonse Gabriel d'Aboville (Paris, 1818 - Malesherbes (Loiret), 1898), pair de France (1844-1848), maître des requêtes au Conseil d'État (1848)
- Auguste Ernest d'Aboville (Paris, 1819 - Brouay, 1902), député du Loiret (1871-1876)
- Henri d'Aboville (1848-1941), impliqué dans l'affaire Dreyfus lorsqu'il était colonel, général de brigade (1816)
- Jacques d'Aboville (1919-1979), généalogiste, inventeur de la numérotation d'Aboville
- Gérard d'Aboville (Paris, 1945 - ), navigateur, député européen
- Maxime d'Aboville, comédien, nommé aux Molières 2011 « Révélation théâtrale »[17].

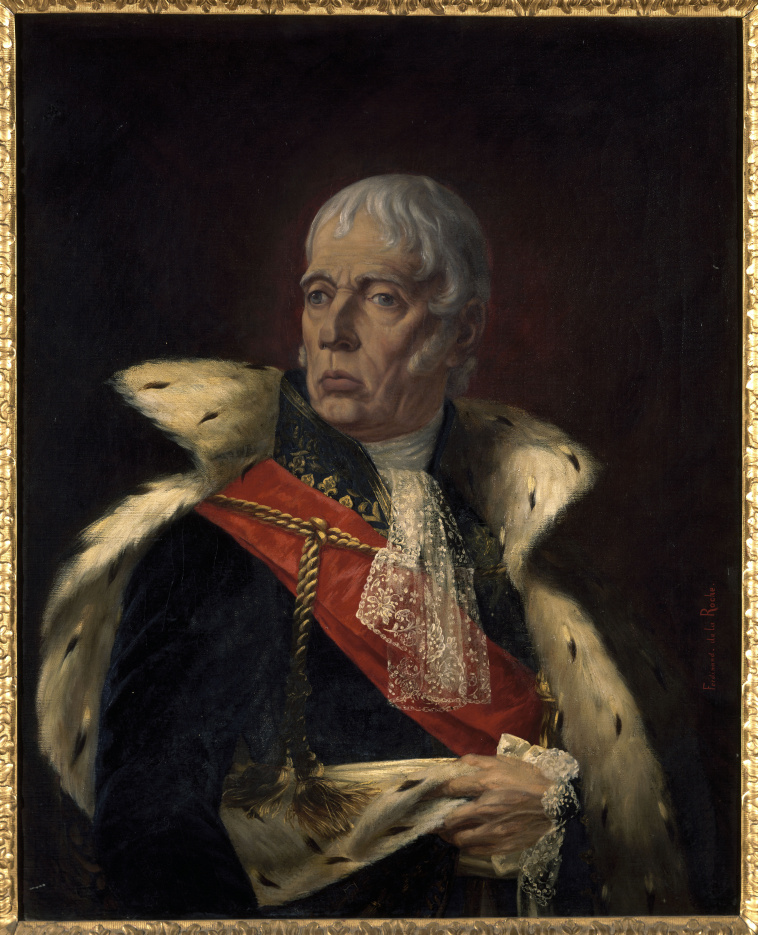
François Marie d'Aboville (1730-1817).
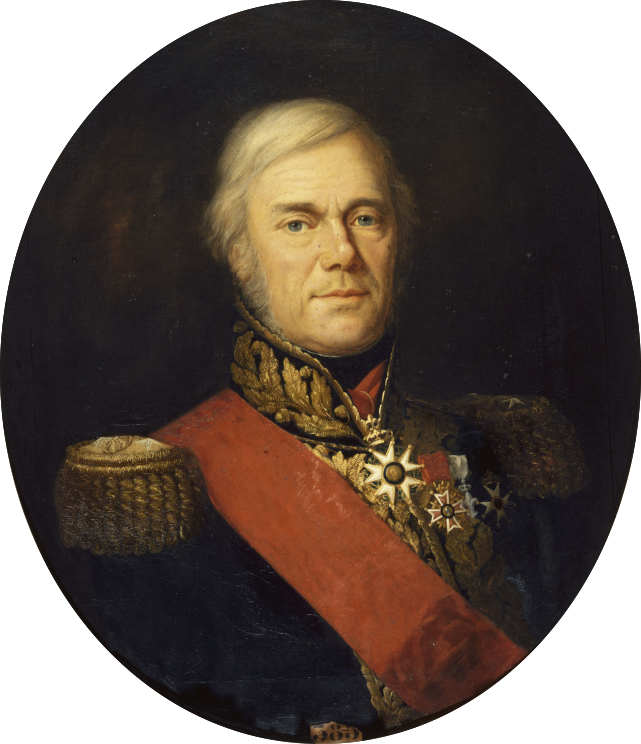
Augustin Gabriel d'Aboville (1774-1820).
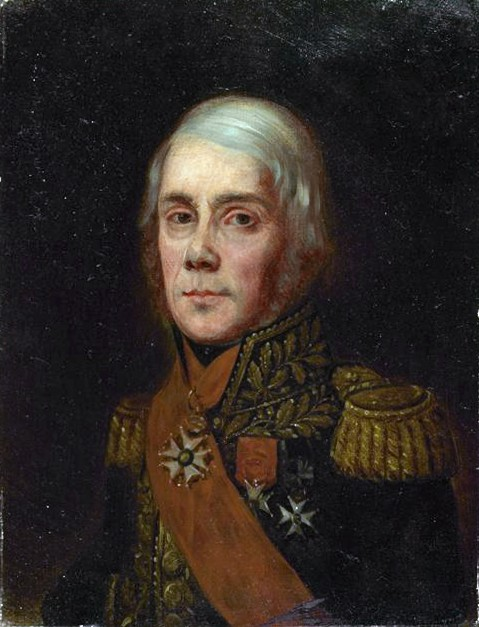
Augustin Marie d'Aboville (1776-1843).
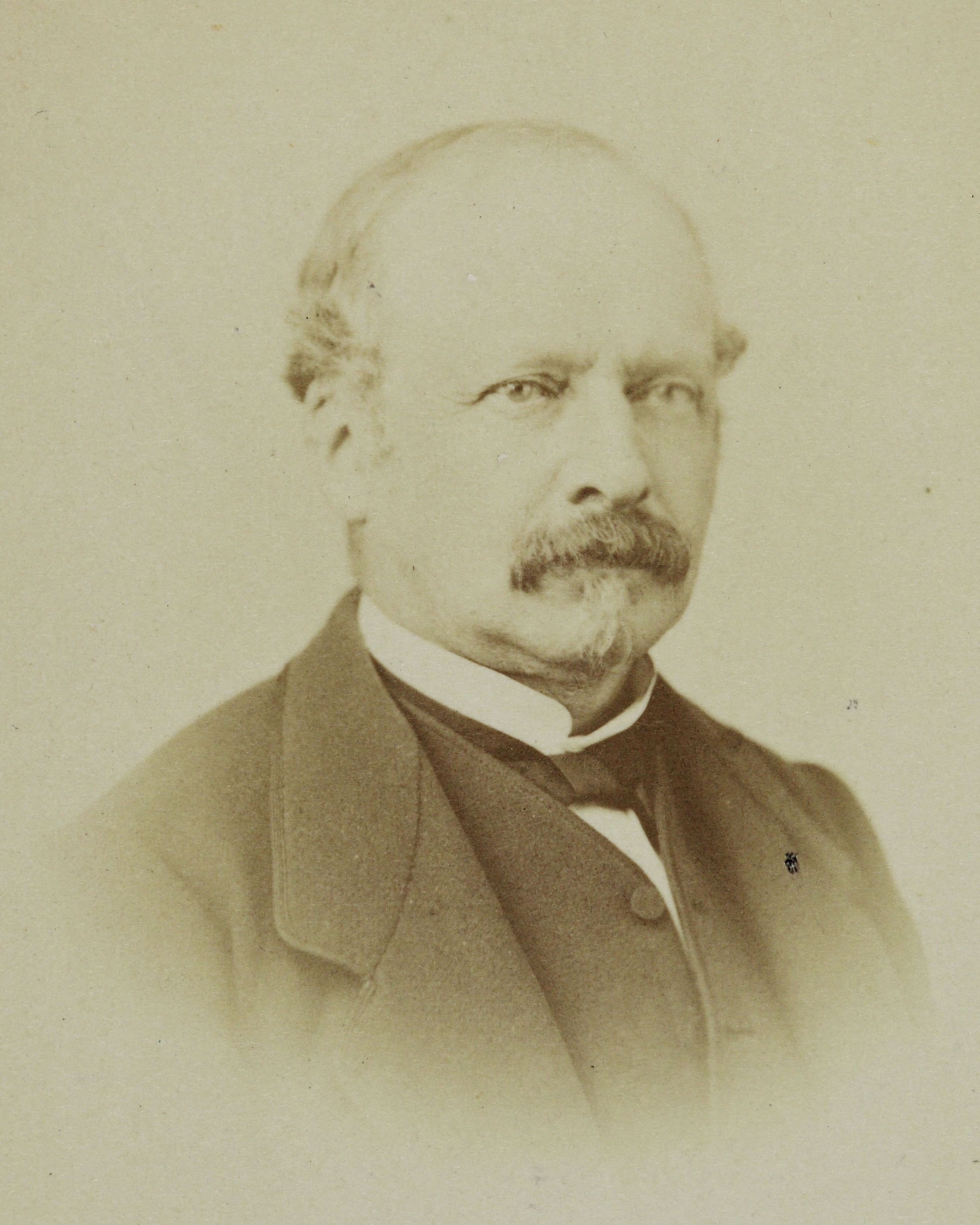
Auguste Ernest d'Aboville (1819-1902).
Henri d'Aboville (1848-1951).
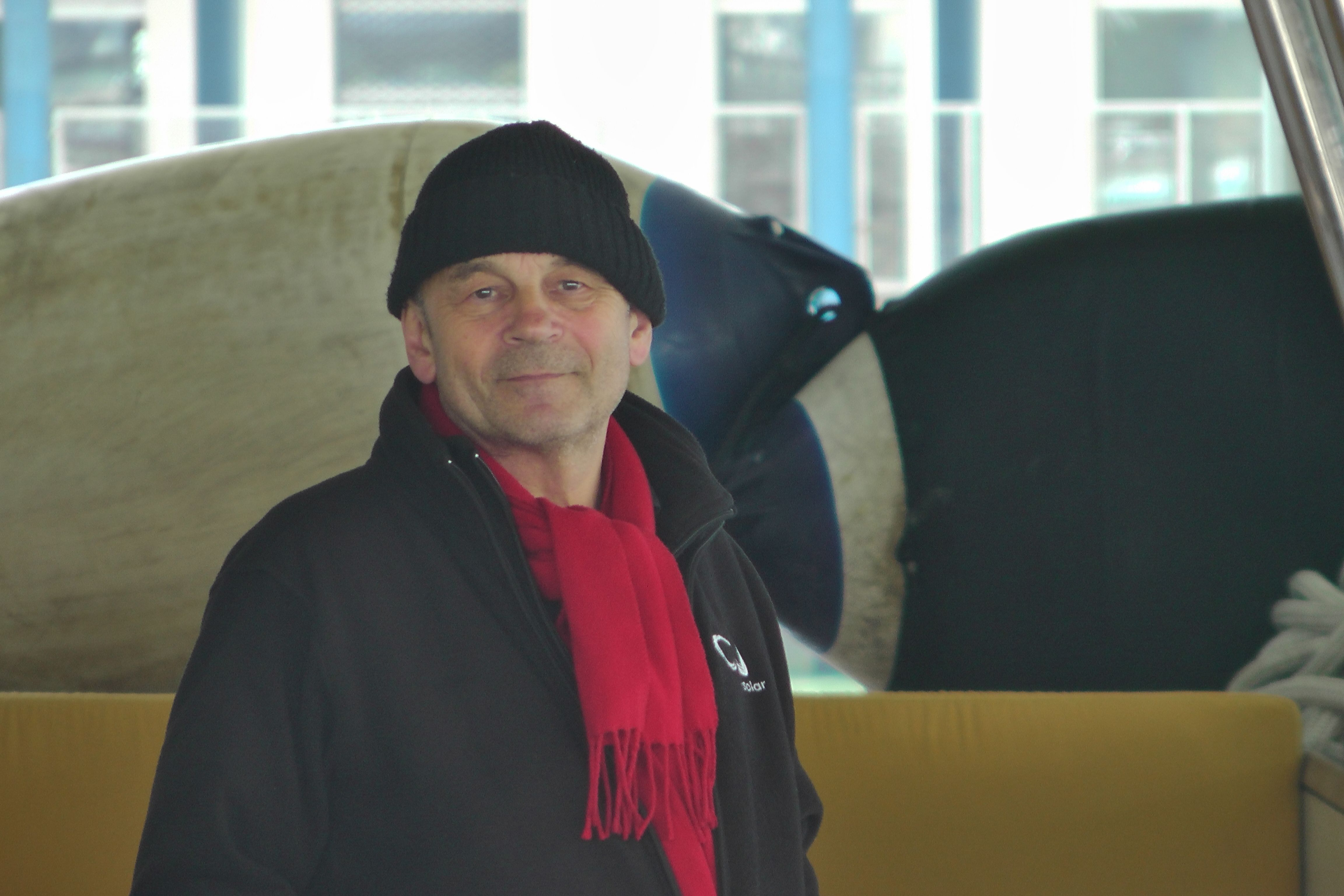
Gérard d'Aboville (1945).

## Situation contemporaine
La famille d'Aboville est l'une des familles subsistantes les plus nombreuses de la noblesse française. Selon Régis Valette, elle comptait 133 représentants masculins vivants en 2007.
Une branche de la famille d'Aboville a été admise à l'Association des anciens honneurs héréditaires.

## Armoiries, titre
- Armes : De sinople au château de deux tours girouettées d'argent, ajouré et maçonné de sable[3]
- Titre : comte de l'Empire en 1808 (confirmé en 1815)[3].

## Alliances
Les principales alliances de la famille d'Aboville sont : Audemard d’Alançon, Drouin de Rocheplatte (1816), de Salvaing de Boissieu (1868), Bigot de La Touanne (1875), de Gouvello (1878), de Joannis-Verclos (1884), de Gourcy Récicourt (1889), de Bruchard, de Breuilly (1898), de Mesenge, de Brigeat de Lambert (1902), de Galard Terraube (1920), Augier de Moussac (1936), de Prudhomme de La Boussinière, de Malherbe, de Truchis de Lays (1969), du Peloux de Praron, de La Tour du Pin Chambly de La Charce O'Connor, Sauvage de Brantes, de Forton, de Saulieu de La Chomonerie O'Toole, Altairac du Mesjan.

## Postérité
- Nom gravé sur l'Arc de triomphe, place de l'Étoile à Paris : général Augustin Gabriel d'Aboville (1774-1820)